# 無人岩
無人岩（むにんがん、ぶにんがん、boninite、ボニナイト）は、小笠原諸島の父島などに産し、SiO2 > 52%, MgO > 8%, TiO2 < 0.5%の化学組成を有する特殊な火山岩。斜長石を全く含まず、石基はガラス質。
2007年、日本の地質百選に選定（「父島無人岩（ボニナイト）」）、2016年には日本地質学会より県の石（東京都の岩石）に選定された。

## 歴史
無人岩は1891年Petersenによって命名されたが、実質的な発見者は菊池安といえる。Kikuchi(1889)は無人岩に関して記載をおこなったが、それが岩石学の常識を超える余りにも異常なものであったため、その後80年間完全に忘れ去られていた。白木・黒田(1975); Kuroda and Shiraki(1975)により小笠原無人岩の再確認がおこなわれ、菊池の先駆的な研究が評価された。
菊池は1887年11月に三宅・八丈・鳥島・小笠原・硫黄島を訪れ、翌1888年“小笠原島及火山群島地質摘要”と題する簡単な報告を『東洋学芸雑誌』に掲載した。その中で“母島ニ露出セル安山岩ハ内地ニ於テ見ルモノト類スル者ナレドモ父島ノ火山岩ハ一種特別ノモノニテ多クハ異色ヲ帯ビ顕微鏡ヲ以テ之ヲ見レバ鳶色ノ玻璃石基中ニ許多ノ一種ノ斜方輝石ノ結晶ヲ含有ス長石結晶少シ”と無人岩の特徴を初めて明確に記述した。1889年さらに詳しい記載を“On Pyroxenic Components in certain Volcanic Rocks from Bonin Island”として『帝国大学紀要』に発表した。
1891年、Petersenは植物学者Warburgの採取品を調べ、父島の火山岩にカンラン石・斜方輝石・単斜輝石とガラスだけからなり長石を欠くものを見つけ、Bronzite-Limburgiteとしたが、多量の斜方輝石を含むので、新しく「Boninite」と名付けた。Petersen(1891a)は菊池の研究を知らなかったので、菊池の論文が出るや直ちにコメントを発表した(Petersen, 1891b)。大筋において菊池の成果を認め、「Boninite」の正当性が裏付けられたとした。
1931-38年、Johannsenは4巻からなる記載岩石学の大著を出版した。Johannsenはこの本にその当時までに知られていた火山岩のあらゆる情報を詰め込んだ。boniniteも“a glass-rich, nearly feldspar-free olivine-bronzite andesite (according to chemical composition), which carries phenocrysts of olivine, bronzite, and augite”と正確に記載された。